# Old Fletton
Old Fletton är en ort och en unparished area i distriktet Peterborough i grevskapet Cambridgeshire i England. Unparished area hade 16 240 invånare år 2001. Fram till 1974 var det ett separat distrikt. Byn nämndes i Domedagsboken (Domesday Book) år 1086, och kallades då Fletone/Fletun.